# Soyouz 23

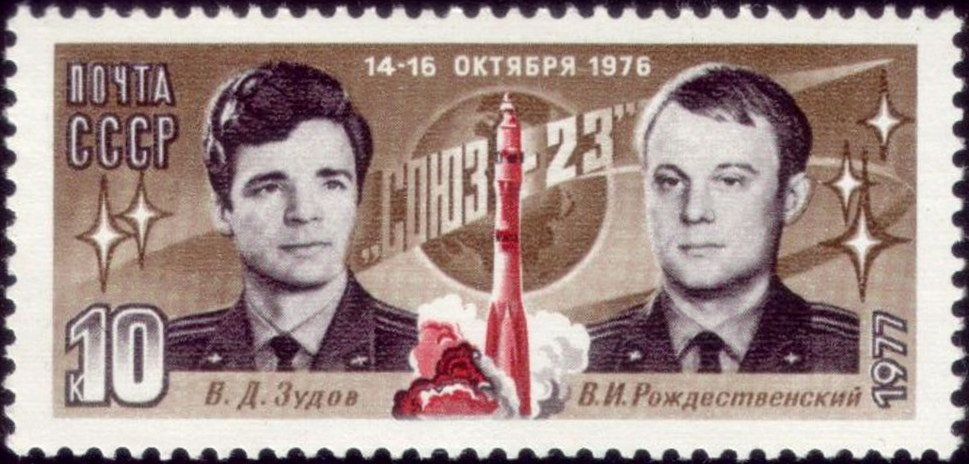
Timbre soviétique émis en 1977 en l'honneur de l'équipage de Soyouz 23.

Soyouz 23 est une mission du vaisseau spatial Soyouz soviétique lancée le 14 octobre 1976 dont l'objectif était d'amener un équipage à bord de la station spatiale militaire Saliout 5 (programme Almaz). À la suite de la défaillance du système de rendez-vous automatique Igla l'équipage est obligé de revenir au sol deux jours plus tard. L'atterrissage qui se déroule de nuit en pleine tempête de neige au milieu du lac Tengiz à moitié gelé donne  lieu à une récupération de l'équipage dramatique qui aurait pu se terminer de manière tragique.
Les astronautes de cette mission sont Viatcheslav Zoudov et Valeri Rojdetvenski, les remplaçants, Victor Gorbatko et Youri Glazkov.
Il est possible que cette mission fût prévue pour durer de 17 à 24 jours.

## Contexte
En août 1976 l'équipage Soyouz 21 qui occupait la station spatiale militaire soviétique Saliout 5 de type Almaz abandonne celle-ci de manière prématurée car les cosmonautes ont détecté, semble-t-il, la présence de produits toxiques dans l'atmosphère. L'équipage de la mission Soyouz 23, composé de Viatcheslav Zoudov (commandant) et Valeri Rojdestvenski, doit prendre sa suite et a pour objectif d'analyser l'atmosphère et de déterminer l'origine du problème et si possible d'y remédier. Les deux hommes effectuent leur première mission spatiale.

## Déroulement de la mission
Le vaisseau Soyouz 23 emportant Zoudov et Rojdestvenski décolle le 14 octobre 1976 depuis la base de lancement de Baïkonour et se retrouve sur une orbite (239 x 269 km avec une inclinaison orbitale de 51,6°) qui le place au bout de la 16e orbite à proximité de la station Saliout 5 permettant d'entamer les manœuvres de rendez-vous spatial.
Les opérations d'approche et d'amarrage sont prises en charge, comme d'habitude, par le système de rendez-vous automatique Igla qui, à l'aide des signaux échangés par les deux engins spatiaux, détermine les manœuvres à effectuer et pilote le système de propulsion sans intervention humaine.
Mais, comme lors de plusieurs vols qui l'ont précédé, le système Igla fonctionne de manière erratique en consommant une quantité excessive d'ergols. Le vaisseau Soyouz parvient à s'approcher de 40 mètres mais le contrôle au sol décide d'abandonner la tentative d'amarrage car la quantité  d'ergol restante est trop basse et la quantité d'énergie électrique disponible est réduite. La version du vaisseau utilisée pour la mission ne dispose pas de panneaux solaires et fonctionne sur batteries qui lui donne une autonomie de seulement 48 heures.
Le vaisseau doit revenir sur Terre mais pour pouvoir atterrir comme prévu dans les steppes du Kazakhstan. L'équipage devra attendre une journée en orbite. Il reçoit comme instruction de couper tous les systèmes consommant de l'électricité y compris la radio pour garder suffisamment d'énergie pour les opérations de rentrée atmosphérique et d'atterrissage. Pour la première fois dans l'histoire du programme spatial soviétique, les autorités annoncent immédiatement que la mission a été annulée, en précisant l'origine du problème.
La rétrofusée qui doit freiner le vaisseau Soyouz et déclencher sa rentrée atmosphérique est mise à feu le 16 octobre à 20 heures (heure de Moscou). L'atterrissage se déroule de nuit dans de très mauvaises conditions atmosphériques : Une tempête de neige en cours, des vents violents et une température de -22 °C. La capsule poussée par les vents violents durant sa phase de vol sous parachute atterrit à 20h45 (heure de Moscou) à 120 km du lieu prévu, au milieu du lac Tengiz à moitié gelé. Ce grand lac salé de 1 590 km² de superficie, peu profond (8 mètres au maximum), est situé au centre du polygone utilisé pour les atterrissages des vaisseaux Soyouz. Le vaisseau qui est étanche a atterri à 8 kilomètres de sa rive nord.
À l'intérieur de la capsule l'atmosphère refroidit rapidement et les parois se couvrent de givre. Les cosmonautes, s'attendant à une récupération rapide, se débarrassent de leur combinaison spatiale, une manœuvre épuisante dans l'espace exigu de la capsule, et mangent leurs rations en attendant les secours. Les hélicoptères des équipes de sauvetage tentent de trouver la capsule à l'aide de leurs projecteurs malgré la visibilité réduite à 70 mètres. Cinquante minutes après l'atterrissage, un court-circuit provoqué par l'eau déclenche l'éjection du parachute de secours. Celui-ci coule en renversant la capsule, dont l'écoutille se retrouve sous l'eau. L'antenne est également immergée, interrompant les liaisons radio entre l'équipage et les équipes de recherche. Zudov, amarré à son siège, est désormais suspendu au-dessus de son équipier. Les secours tentent d'atteindre la capsule sur des canots gonflables mais ne peuvent progresser à cause des blocs de glace. Le recours à des véhicules amphibies héliportés près du lac ne rencontre pas plus de succès. Finalement un hélicoptère piloté par Nikolaï Kondratiev finit par découvrir la capsule à l'aide de son projecteur, malgré les vents soufflant à plus de 70 km/h et la visibilité réduite.
La vie de l'équipage n'est normalement pas menacée et les sauveteurs décident d'attendre le lever du jour pour reprendre les opérations de récupération. Deux hélicoptères y sont affectés : un Mil Mi-8 capable de soulever 20 tonnes et un Mil Mi-6 pour amener des hommes grenouilles. Le Mi-6 piloté par Kondratiev décolle au petit matin dans des conditions climatiques toujours dégradées et parvient à larguer les plongeurs près de la capsule. Ceux-ci y fixent des bouées. Kondratiev revient alors avec le Mi-8 pour récupérer la capsule. De retour près du vaisseau spatial, l'équipage du Mi-8 largue un filin qui est fixé sur la capsule. Mais l'hélicoptère ne parvient pas à soulever l'engin spatial et le pilote décide de le traîner à la surface jusqu'à la rive. La capsule se retrouve finalement sur le sol ferme 45 minutes plus tard. L'équipage, au bord de la suffocation, est extrait de la capsule 11 heures après avoir atterri,. L'incident n'a été révélé qu'une dizaine d'années plus tard sous la glasnost.

## Conséquences: abandon du système Igla
Une commission est formée pour analyser les origines de l'échec de la mission. Certains représentants du constructeur Energia mettent en cause le comportement de l'équipage qui, d'après eux, aurait pu effectuer une deuxième tentative d'amarrage au cours de la 33e orbite. L'analyse des télémesures indiquent que le problème a pour origine un comportement anormal d'une antenne du système Igla dont les signaux présentent des oscillations déclenchant l'utilisation anormale de la propulsion induisant des mouvements de rotation. L'équipage, qui avait perçu le comportement anormal du système Igla, aurait pu passer en manuel, mais cela aurait contredit les données fournies par le tableau de bord indiquant que l'approche se déroulait de manière nominale. Ce constat et l'incapacité du constructeur du système Igla à identifier l'origine des oscillations vont accélérer son remplacement par le système Kours et entrainer le renvoi du responsable de l'institut NII-468 concepteur du système défaillant.

### Source
- (en) A.A. Siddiqi, « The Almaz Space Station Complex : A history, 1964-1992 : Part 2 : 1964-1976 », Journal of the British Interplanetary Society, vol. 55, nos 1/2,‎ janvier/février 2002, p. 35-67 (lire en ligne)